# لوكاس تشاو
لوكاس تشاو (بالإنجليزية: Lucas Chow)‏ هو شخصية أعمال سنغافوري، ولد في 1954 في هونغ كونغ في الصين.